# أرييل رييس
أرييل رييس (بالإسبانية: Ariel Reyes)‏ (11 يونيو 1987 في الأرجنتين - ) هو لاعب كرة قدم أرجنتيني في مركز الوسط. لعب مع إستوديانتيس دي لا بلاتا وفيرو كاريل أويستي ونادي لوكارنو.

## وصلات خارجية
- أرييل رييس على موقع قاعدة بيانات كرة القدم.إي يو (الإنجليزية)